# James A. Hughes
James Anthony Hughes, född 27 februari 1861 i Provinsen Kanada i nuvarande Ontario, död 2 mars 1930 i Marion i Ohio, var en amerikansk politiker (republikan). Han var ledamot av USA:s representanthus 1901–1915 och på nytt från 1927 fram till sin död.
Hughes grav är på Spring Hill Cemetery i Huntington i West Virginia.